# Franz Friedrich Carl von Parsenow
Franz Friedrich Carl von Parsenow (* 1763 in Pommern; † 12. Februar 1793 in Liepen) war Landrat des Anklamschen Kreises in Pommern.

## Leben
Franz Friedrich Carl von Parsenow entstammte der adligen Familie von Parsenow. Sein Vater August von Parsenow (1714–1765) war Landrat des Anklamschen Kreises. Seine Mutter war Dorothea Esther Elisabeth von Glasenapp. Sein Onkel Otto Hans Carl von Parsenow war Direktor der Kriegs- und Domänenkammer zu Minden.
1782 schrieb sich von Parsenow an der Brandenburgischen Universität Frankfurt ein, um Rechtswissenschaft zu studieren. Nach seinem Studium arbeitete er zunächst als Referendar bei der Kriegs- und Domänenkammer in Küstrin. Er wurde später Deputierter der Pommerschen Landschaft. 
Anfang 1792 wählten ihn die Kreisstände zum Landrat des Anklamschen Kreises. Nachdem er am 21. Juli desselben Jahres das große Examen bestanden hatte, wurde er im September als Landrat bestätigt. Bereits im folgenden Jahr starb er während der Rückreise von Anklam an den Folgen eines Schlaganfalls.
Franz Friedrich Carl von Parsenow war Erbherr auf Müssentin und Klein Toitin.